# Don't Make Waves
Don't Make Waves is een Amerikaanse filmkomedie uit 1967 onder regie van Alexander Mackendrick.

## Verhaal
Wanneer Carlo als toerist in Californië te maken krijgt met de schone Laura, verliest hij al zijn geld. Hij tracht aan de bak te komen als verkoper van zwembaden. Dat is erg moeilijk door alle mooie strandmeiden.

## Rolverdeling
| Acteur              | Personage       |
| ------------------- | --------------- |
| Tony Curtis         | Carlo Cofield   |
| Claudia Cardinale   | Laura Califatti |
| Robert Webber       | Rod Prescott    |
| Joanna Barnes       | Diane Prescott  |
| Sharon Tate         | Malibu          |
| David Draper        | Harry Hollard   |
| Mort Sahl           | Sam Lingonberry |
| Dub Taylor          | Elektricien     |
| Ann Elder           | Millie Gunder   |
| Chester Yorton      | Ted Gunder      |
| Reg Lewis           | Monster         |
| Marc London         | Fred Barker     |
| Douglas Henderson   | Henderson       |
| Sarah Selby         | Ethyl           |
| Mary Grace Canfield | Naaister        |